# Коморово (Новотомиський повіт)
Коморово (пол. Komorowo, нім. Neustadt an der Pinne, Vorwerk) — село в Польщі, у гміні Львувек Новотомиського повіту Великопольського воєводства.
Населення — 197 осіб (2011).
У 1975-1998 роках село належало до Познанського воєводства.

## Демографія
Демографічна структура станом на 31 березня 2011 року:
|          | Загалом | Допрацездатний вік | Працездатний вік | Постпрацездатний вік |
| -------- | ------- | ------------------ | ---------------- | -------------------- |
| Чоловіки | 97      | 23                 | 64               | 10                   |
| Жінки    | 100     | 24                 | 56               | 20                   |
| Разом    | 197     | 47                 | 120              | 30                   |